# Ahn Gwi-ryeong
Ahn Gwi-ryeong (coreano: 안귀령; Gyeongju, 1 de junio de 1989) es una política, periodista y ex presentadora de noticias surcoreana, miembro del Partido Demócrata.
Ex presentadora de noticias de la empresa de radiodifusión coreana YTN, se presentó en las elecciones legislativas de Corea del Sur de 2024 en el distrito electoral de Dobong A por el Partido Demócrata de Corea y perdió. Actualmente es la portavoz adjunta del Partido Demócrata.

## Carrera
El 18 de enero de 2024, los sindicatos de periodistas de radiodifusión de JTBC y el Sindicato Nacional de Trabajadores de los Medios de Comunicación publicaron una declaración pública en la que criticaban a Ahn Gwi-ryeong y Lee Jeong-heon por dejar la radiodifusión y unirse al Partido Demócrata, diciendo que era una violación de la ética.
Antes de las elecciones legislativas de Corea del Sur de 2024, la actual titular In Jae-keun anunció que no se presentaría a la reelección en Dobong A. El 23 de febrero de 2024, el Partido Demócrata nominó a la ex presentadora de YTN Ahn Gwi-ryeong como candidata del partido para el distrito de Dobong A. A pesar de la preferencia histórica del distrito por candidatos del Partido Demócrata y partidos predecesores, Ahn perdió por poco ante Kim Jae-sub del conservador Partido del Poder Popular. Kim Jae-sub fue uno de los tres únicos candidatos del Partido del Poder Popular que ganó en los distritos electorales de Seúl al norte del río Han.
En noviembre de 2024, fue multada con 700.000 wones coreanos por violar la Ley de Elecciones de Funcionarios Públicos.
Durante la declaración de la ley marcial en 2024, Ahn Gwi-ryeong llegó al edificio de la Asamblea Nacional alrededor de las 23:00. Más tarde se la vio intentando arrebatarle un rifle a un soldado antes de que éste le apuntara brevemente, lo que la llevó a reprender al soldado diciendo "¿No te da vergüenza?" mientras se alejaba. Más tarde le dijo al Servicio Coreano de la BBC que “no pensé… simplemente sabía que teníamos que detener esto”. El video fue capturado por una transmisión en vivo del presentador de noticias en línea OhmyNews. Poco después, el clip recibió 1,2 millones de visitas en Youtube. El vídeo luego se volvió viral en línea. "Creo que la gente ya ha destituido psicológicamente al presidente Yoon Suk Yeol", dijo Ahn a Reuters. "¿Quién podría confiar en un presidente que declara la ley marcial casi como un niño que juega o confiar la nación a semejante liderazgo?"